# Bărănești, Argeș
Bărănești este un sat în comuna Uda din județul Argeș, Muntenia, România.